# Jim Steinman
James Richard „Jim” Steinman (ur. 1 listopada 1947 w Hewlett, zm. 19 kwietnia 2021 w Danbury w stanie Connecticut) – amerykański kompozytor i producent muzyczny. Pracował również jako pianista, piosenkarz i aranżer. Był odpowiedzialny za napisanie wielu piosenek, które odniosły sukces na arenie międzynarodowej, głównie dla Meat Loafa, ale także „Total Eclipse Of The Heart” w wykonaniu Bonnie Tyler.

## Życiorys
Urodził się w Hewlett, w stanie Nowy Jork, w rodzinie pochodzenia żydowskiego jako syn Eleanor, nauczycielki łaciny, i Louisa Steinmana, który był właścicielem magazynu stali. W 1965 ukończył George W. Hewlett High School w Hewlett. W 1969 uzyskał tytuł licencjata w Amherst College w Amherst w Massachusetts. 
Utwory, które stworzył lub wyprodukował Jim Steinman, zalicza się do rocka, pop, musicali i muzyki filmowej.
Był najbardziej znany ze współpracy z Meat Loafem, dla którego stworzył wszystkie piosenki do następujących albumów: Bat Out of Hell (1977), Dead Ringer (1981) i Bat Out of Hell II: Back Into Hell (1993) oraz z Bonnie Tyler – Steinman wyprodukował jej dwa albumy w latach 80. XX wieku: Faster Than the Speed of Night (1983) i Secret Dreams and Forbidden Fire (1986), a dodatkowo napisał do nich część utworów.
14 czerwca 2012 został wprowadzony do Songwriters Hall of Fame.
W 2004 miał udar mózgu i chwilowo stracił zdolność mówienia. W 2018 miał kolejny udar. Zmarł 19 kwietnia 2021 w Danbury w Connecticut w wieku 73 lat na niewydolność nerek.
Piosenki Jima Steinmana, które odniosły największy sukces to:
- „Bat Ouf of Hell” (Meat Loaf, w 1977)
- „Total Eclipse of the Heart” (Bonnie Tyler, w 1983)
- „Making Love out of Nothing at All” (Air Supply, w 1983)
- „I’d Do Anything for Love (But I Won’t Do That)” (Meat Loaf, w 1993)
- „It's All Coming Back to Me Now” (wersje, które odniosły największy sukces: Céline Dion w 1996, Meat Loaf i Marion Raven w 2006)